# شهرک طالقانی (مرودشت)
شهرک طالقانی (مرودشت)، روستایی از توابع بخش مرکزی شهرستان مرودشت در استان فارس ایران است.

## جمعیت
این روستا در دهستان رامجرد یک قرار دارد و براساس سرشماری مرکز آمار ایران در سال ۱۳۸۵، جمعیت آن ۴۷۹ نفر (۱۰۹خانوار) بوده‌است.